# Consulat honoraire d'Allemagne à Rouen
Le consulat honoraire d'Allemagne à Rouen est une représentation consulaire de la République fédérale d'Allemagne en France. Il est situé rue Blaise-Pascal, dans le quartier Saint-Sever à Rouen, en Normandie.